# All Along the Watchtower
All Along the Watchtower è un brano musicale che Bob Dylan scrisse nel 1967 per l'album John Wesley Harding; essa divenne un classico grazie alla famosa cover registrata da Jimi Hendrix nel 1968.

## Versione di Jimi Hendrix
Hendrix fece suo il brano con una versione psichedelica talmente originale ed efficace da offuscare l'originale di Dylan. La canzone che Hendrix registrò per l'album Electric Ladyland (1968) divenne a tutti gli effetti uno degli esempi più fulgidi della creatività e della carica innovativa del chitarrista di Seattle. Particolarmente interessante il contrasto tra l'accompagnamento con la chitarra acustica e il sound per l'epoca avanguardista dell'elettrica. Hendrix ha abbassato la tonalità originale del brano di un semitono, trasportandola alla tonalità di Dom. Ha inoltre modificato leggermente la sequenza degli accordi.
La rivista Rolling Stone ha annoverato la versione di Hendrix del pezzo al 48º posto della lista delle 500 migliori canzoni secondo Rolling Stone.

## Versione degli U2
The Edge nel film-concerto Rattle and Hum del 1988, afferma che è bello poter divertirsi ad inventare durante le tournée. Infatti, sia nel predetto film che nell'omonimo album, appare All Along the Watchtower, stavolta in una versione a metà tra quella dylaniana e quella hendrixiana. La tonalità è in Dom e il giro di accordi parte con quello più acuto, come in quella di Bob Dylan, ma segue un andamento più vicino a quella di Hendrix, così: Re Re Do Sib Sib Do. La struttura della canzone invece risente della mano del gruppo; in particolare l'urlo finale non era presente in nessuna delle versioni già citate. Tuttavia, la versione qui citata fu improvvisata, dal momento che la band - come si può vedere nel film - la provò nel camper pochi minuti prima di eseguirla sul palco. Anche se All Along the Watchtower fu suonata dagli U2 per la prima volta in un concerto del Boy Tour (01/02/1981, Londra), la "vera" versione di questa canzone da parte del gruppo irlandese è quella che proposero lungo tutti e 47 i concerti del LoveTown Tour del 1989. Tale versione riprende il giro d'accordi di cui sopra, mentre differisce dall'esecuzione presente su Rattle And Hum per il cantato, non più aggressivo e urlato, ma più trascinato e greve, e per l'eliminazione dei versi improvvisati "All I got is a red guitar/Three chords and the truth". Il testo cantato è identico a quello di Bob Dylan (su Rattle And Hum sono assenti i versi Outside in the distance/a wild cat did growl/Two riders were approaching/The wind began to howl), mentre in coda Bono spesso aggiungeva snippet di canzoni o di testi letterari, come In God's Country (da The Joshua Tree) o Sulla strada di Jack Kerouac. Un esempio di questa versione si può trovare nell'album dal vivo Live From Point Depot, distribuito sul mercato digitale nel 2004.

## Altre versioni
Le altre interpretazioni della canzone seguono molto più spesso la versione hendrixiana della canzone e spesso infatti vengono presentate come cover di Hendrix, anche se alcune eccezioni, come quella di Neil Young (che l'ha eseguita anche insieme a Bruce Springsteen e ai Pearl Jam), sono ancora fedeli alla versione acustica del 1967. Un'altra versione è quella dei Grateful Dead. Bobby Womack ne fece una versione in pieno stile soul. Gli Spirit (gruppo musicale) ne fecero una versione psichedelica. La canzone fu anche interpretata da Randy California.
Un'altra interpretazione degna di nota è quella di Bear McCreary, che l'ha integrata nella colonna sonora della terza e quarta stagione della serie televisiva Battlestar Galactica, dove la canzone stessa è parte integrante della trama. Nella stessa serie, la versione di Hendrix viene riprodotta nel finale.
Molto spesso anche la Dave Matthews Band riprende questo brano durante le esibizioni dal vivo, in una loro personalissima versione (vedi ad esempio Listener Supported o The Central Park Concert). Una lunga versione ne hanno fatto gli inglesi Affinity, inclusa nel loro unico e omonimo album del 1970; una versione del gruppo svedese Trad, Gras & Stenar fu incisa nel loro primo omonimo album del 1970.
Anche Paul Weller nell'album di cover Studio 150 (2004) interpreta a sua volta questo brano. Anche Eddie Vedder ne ha inciso una versione (che risulta essere molto simile a quella di Dylan) per la colonna sonora del film Io non sono qui (2007). Altra versione da citare è quella del gruppo inglese XTC nel loro album d'esordio White Music del 1978.
Una versione è stata creata per il film di scarso successo del 2014 Need for Speed interpretata da Kid' Cuddy. Anche la band hard/heavy tedesca di Axel Rudi Pell ha inciso una propria versione del brano includendola come bonus track nell'album del 2016 Game of Sins. Il rapper britannico Devlin l'ha usata come base principale per (All Along The) Watchtower, colonna sonora della serie The Young Pope.
È stata interpretata da Tom Ellis ed inserita nella colonna sonora della serie televisiva Lucifer.